# Елизаветинское городище
Елизаветинское городище — меотское городище (IV—I вв. до н. э.) находится на южной окраине ст. Елизаветинской, города Краснодара. Не путать с Елизаветовским городищем около Ростова-на-Дону.

## Общие сведения
Установлено, что городище существовало с V века до н. э., как укрепленное поселение меотского племени. Центр ремесла, прежде всего керамического производства. Размеры городища составляли до 200×500 м. Кроме этого, отдельный ров и вал (не сохранился) отсекали от степи ещё несколько гектаров площади.
- Статус — памятник археологии федерального значения[2].

В настоящее время площадь посада застроена усадьбами станицы. Городища оригинально тем, что имеет две курганообразные цитадели, окруженные общим рвом. Эта часть не застраивалась и доступна для осмотра. В обрыве террасы обнажены культурные слои, к её подножью осыпаются фрагменты керамики, кости и другие предметы.
Исследовались с 1934 года В. А. Городцовым, В. П. Шиловым, М. В. Покровским и Н. В. Анфимовым.
В. П. Шилов обнаружил гончарные обжигательные печи.
Множество артефактов свидетельствует о тесных торговых связях жителей городища с Боспорским государством.
Рядом с городищем находятся грунтовой могильник и группа курганов.